# Kevin Cheveldayoff
Kevin Cheveldayoff (né le 4 février 1970 à Saskatoon, dans la province de la Saskatchewan au Canada) est un joueur professionnel canadien de hockey sur glace.

## Carrière de joueur
Premier choix des Islanders de New York lors du repêchage de la Ligue nationale de hockey de 1988. Il devint professionnel au terme de la saison 1989-1990 alors qu'il s'aligna quatre parties avec les Indians de Springfield de la Ligue américaine de hockey.
Il rejoint par la suite les Islanders de Capital District alors club-écoles du club de la LNH du même nom. Il y passa trois saisons avant de joindre les Golden Eagles de Salt Lake City de la Ligue internationale de hockey pour une dernière saison. Après sa carrière de joueur, il fut l'un des entraîneurs adjoints des Grizzlies de l'Utah lors de deux saisons.

## Vie personnelle
Cheveldayoff est le frère cadet de l'homme politique provincial saskatchewanais Ken Cheveldayoff.

## Statistiques
| Saison    | Équipe                          | Ligue |    | Saison régulière | Saison régulière | Saison régulière | Saison régulière | Saison régulière |   | Séries éliminatoires | Séries éliminatoires | Séries éliminatoires | Séries éliminatoires | Séries éliminatoires |
| Saison    | Équipe                          | Ligue | PJ | B                | A                | Pts              | Pun              | PJ               | B | A                    | Pts                  | Pun                  |                      |                      |
| 1986-1987 | Wheat Kings de Brandon          | LHOu  | 70 | 0                | 16               | 16               | 259              | -                | - | -                    | -                    | -                    |                      |                      |
| 1987-1988 | Wheat Kings de Brandon          | LHOu  | 71 | 3                | 29               | 32               | 265              | 4                | 0 | 2                    | 2                    | 20                   |                      |                      |
| 1988-1989 | Wheat Kings de Brandon          | LHOu  | 40 | 4                | 12               | 16               | 135              | -                | - | -                    | -                    | -                    |                      |                      |
| 1989-1990 | Wheat Kings de Brandon          | LHOu  | 33 | 5                | 12               | 17               | 56               | -                | - | -                    | -                    | -                    |                      |                      |
| 1989-1990 | Indians de Springfield          | LAH   | 4  | 0                | 0                | 0                | 0                | -                | - | -                    | -                    | -                    |                      |                      |
| 1990-1991 | Islanders de Capital District   | LAH   | 76 | 0                | 14               | 14               | 203              | -                | - | -                    | -                    | -                    |                      |                      |
| 1991-1992 | Islanders de Capital District   | LAH   | 44 | 0                | 4                | 4                | 110              | 7                | 0 | 0                    | 0                    | 22                   |                      |                      |
| 1992-1993 | Islanders de Capital District   | LAH   | 79 | 3                | 8                | 11               | 113              | 4                | 0 | 1                    | 1                    | 8                    |                      |                      |
| 1993-1994 | Golden Eagles de Salt Lake City | LIH   | 73 | 0                | 4                | 4                | 216              | -                | - | -                    | -                    | -                    |                      |                      |